# محمدن ولد حامد
شفيرات عمار بن محمد تولى عدة مناصب حكومية، آخرها مستشار بديوان الوزير الأول للمجاهدين في ولاية جيجل حاليا.

## مولده
ولد في 12 من مايو 1962 في حاضرة تگرمن شمال غرب مدينة المذرذرة من ولاية الترارزة في أسرة معروفة وعاش بين ذويه في حاضرة إيكيدية شمشوية، والده هو أباه ولد حامد (متوفي 1984)، وأمه عيشة منت ألمان (متوفاة 2019).[بحاجة لمصدر]

## دراسة
كان لوصول أسرته إلى نواكشوط مطلع سبعينات القرن العشرين ككل الأسر التي قدمت بسبب موجة الجفاف التي اجتاحت البوادي الموريتانية، دور فاصل في تكوينه، فسمح له مجتمع المدينة بالانخراط في المدرسة العمومية ومعايشة تطور المدينة والدولة في أقرب معايشاتها، فكان من أوائل طلاب صرح جامعة نواكشوط الناشئ، والتي تخرج منها سنة 1985، وحاز شهادة «المتريز» في القانون العام، مناقشًا رسالته عن «الضرائب المباشرة في موريتانيا»، ليفتح ذلك الباب أمام رحلة طويلة من الانشغال المهني والأكاديمي في مجال الإدارة ونظمها وقوانينها، كإداري مدني وخبير قانوني متخصص في الإدارة العامة والتنظيم المدني. وقد عمق تلك التجارب بممارساته الإدارية وتكوينه الدراسي المستمر، ومن ذلك حصوله لاحقًا على دبلوم السلك الطويل من جامعة باريس الثانية عام 1994 في الإدارة، حيث نالت أطروحته مرتبة الشرف وكانت حول التحديث الإداري، بالإضافة إلى شهادة الدراسات العليا المتخصصة من السوربون في باريس في الإدارة العامة خلال السنة ذاتها، وشهادة في استشارات إدارة الموارد البشرية من المركز الدولي للتدريب التابع لمنظمة العمل الدولية في مدينة تورينو بإيطاليا عام 1995. [بحاجة لمصدر]
منتصف الثمانينات، بعد تخرجه مباشرة من جامعة نواكشوط، التحق بإدارة الوظيفة العمومية، وكان ذلك في أكتوبر من 1985، وفي 1986: أصبح رئيساً لقسم الدراسات والتقاضي في نفس الإدارة، وفي سبتمبر عين مديرًا لمشروع حوسبة الإدارة لموظفي الدولة، ليرقى إلى مدير مساعد للوظيفة العمومية من أبريل 1990 حتى ديسمبر 2000.

## وظائف دولية
عمل من يناير سنة 2000 إلى سبتمبر 2005 مديرًا للتدريب والموارد البشرية في المنظمة الدولية للناطقين بالفرنسية في العاصمة الفرنسية باريس، بعد التغير الذي حصل في مسار السلطة بموريتانيا سنة 2005، واستدعاه المجلس العسكري للعدالة والديمقراطية الحاكم زمام الأمور حينها، برئاسة الرئيس الراحل اعل ولد محمد فال، ليمسك الأمانة العامة لوزارة العدل من سبتمبر 2005 إلى مايو 2007.
تولى منذ مايو 2007 إلى غاية أكتوبر 2008 الأمانة العامة لوزارة الوظيفة العمومية وعصرنة الإدارة ورئيس اللجنة التوجيهية لـ PRECASP،   وقد شارك بشكل كبير في تقريب الإدارة من خلال الإسراع في التحول الرقمي للإدارة الموريتانية وإلزام الوزارات والمؤسسات الحكومية بفتح مواقع إلكترونية لتواصل فعال مع الجمهور، وتقريب الخدمات وسرعتها وشفافيتها.

## وظائف سامية
تولى من يناير 2009 إلى غاية أبريل 2015 الأمانة الهامة للمحكمة العليا في موريتانيا، كما ترأس خلال الفترة ذاتها لجنة المسابقات الوطنية، وبالضبط من 29 مايو 2014 إلى 13 يوليو 2017، والتي تتبع لرئاسة الوزراء، وقد شهد الكثير من المراقبين بالتغييرات الجذرية التي أدخل في نظام المسابقات الموريتانية، ومازالت تقارير هذه اللجنة شاهدة على العمل الجبار الذي قامت به.[بحاجة لمصدر]
وفي 31 يناير أوكلت إليه مهمة العمل كمستشار في ديوان رئيس الوزراء الموريتاني، مكلفاً بالشؤون الإدارية؛ واستمر في هذا المنصب إلى غاية 3 أكتوبر 2019، حيث عين مديراً عاماً للميزانية في وزارة المالية، والتي استمر فيها إلى 16 سبتمبر من 2020.

## مساهمات إدارية
حاضر عن القانون الإداري لطلاب كلية الحقوق بنواكشوط خلال العام الدراسي 1996 – 1997، كما درس في المدرسة الوطنية للإدارة من 1996 وحتى 1999، وحين تحولت إلى المدرسة الوطنية للإدارة والصحافة درس فيها خلال السنوات من 2010 إلى 2013، وكذلك من العام 2016 إلى 2018.عمل خبيراً قانونياً، وعضوا في الفريق المكلف بتقييم المخاطر الوطنية في مكافحة غسيل الأموال وتمويل الإرهاب، والتي قدمت تقريراً عن ذلك بإشراف من البنك المركزي الموريتاني، وذلك خلال الفترة من أغسطس إلى نوفمبر 2018، كما شارك في مراجعة بعض نصوص المتعلقة بإصلاح قوانين وتنظيم مؤسسات الائتمان في موريتانيا، وأنظمة الدفع الوطني ومدونات قواعد السلوك واللوائح الداخلية المتعلقة بالموظفين وأحوال العمل والتقاعد، مستفيداً من العديد من الدورات التكوينية الدولية في هذا المجال.

## مهندس الحكامة
استفادت العديد من الجهات من هذه الدراسات والتقارير الاستشارية التي يشارك فيها، بوصفه خبيراً رئيسا في الوظيفة العمومية وإدارة الموارد البشرية والحكامة الرشيدة، ومن ذلك وضع خطة تدريبية لصالح الجهات المعنية بإصلاح نظام المشتريات والنفقات العامة في موريتانيا عام 2017، من أجل حوكمة رشيدة للقطاع العام، إضافة إلى عضوية العديد من لجان التقييم الفنية التي قدمت دراسات وافية حول تنمية الموارد البشرية للدولة، ومشاريع إصلاحية عديدة للإدارة، كانت في جلها ممولة من الدولة الموريتانية أو جهات دولية أخرى كالبنك الدولي، كما ترأس اللجنة الفنية المكلفة بصياغة قانون الشفافية المالية للحياة العامة في موريتانيا في 2007.
كما ظل يشارك في اللقاءات والندوات الوطنية، مثل ندوة المعهد الموريتاني للدراسات الإستراتيجية حول الإدارة الموريتانية: مساهمة في إيجاد حلول للتحديات الرئيسي في 2014، ومنسقاً لمؤتمرات وطنية رفيع المستوى حول الشفافية والتنمية المستدامة، إضافة إلى عضوية العديد من اللجان القانونية التي أشرفت على مواءمة النصوص والتشريعات مع الواقع والعمل في موريتانيا، ومن ذلك المشاركة في صياغة مشاريع المراسيم والقوانين، سواء المتعلق منها بالوظيفة العمومية، أو  التكوين المهني في موريتانيا.

## أوسمة وجوائز
كرمت الدولة الموريتانية محمدن ولد أباه ولد  حامد في حياته أكثر من مرة حين منحته في  28 نوفمبر 2016 وسام الاستحقاق الوطني بموريتانيا بدرجة ضابط، وفي 28 نوفمبر 2010 نال وسام الاستحقاق الوطني من درجة فارس، وسيكون تكريمه بعد رحيله، استمرارا لهذا العطاء المبارك، وهذه المسيرة النموذجية والمثالية، وتشجيعا على الاقتداء بمثل هذه القامات السامقة التي خدمت وطنها باعتزاز وصمت، ورحلت بعد أن أدت الأمانة على أكمل وجه.
ترك بصمة في العمل الإداري المدني، حيث شارك كعضو مؤسسة ضمن نخبة من إداريين الوطن في تأسيس جمعيات مدنية عامة، ناشطة في المجال التنموي والإداري، حيث كان عضواً مؤسساً في جمعية موريتانيا الآفاق، وهي جمعية مستقلة ذات هدف غير ربحي، تضم خبراء وأكاديميين، وبعض من كبار الأطر والموظفين ورجال الأعمال، وتعمل على تعزيز التنمية وتسريع نضج ممارسات المؤسسات العمومية وترسيخ دولة القانون في موريتانيا، عن طريق تبادل الأفكار والنقاشات والتحليلات والمقترحات وتطوير الشراكات مع الشبكات أو الجمعيات التي تسعى لتحقيق أهداف مماثلة أو تكميلية على المستوى الإقليمي أو الدولي.
كما كان عضواً مؤسساً في جمعية «موريتانيا من أجل النتائج»، التي تضم مجموعة من الممارسين والفاعلين في الإدارة يتوقون إلى نتائج تنموية مثالية، من خلال البحث والتشاور حول الاختلالات البنيوية وتحديد المشاكل الحرجة للمستقبل، ووضع الاستراتيجيات المناسبة للنهوض بالعمل التنموي في موريتانيا عبر تنظيم إداري متكامل ونموذجي.

## وفاته
توفي محمدن ولد حامد، ظهيرة يوم الاثنين 12 ابريل 2021، الموافق 29 شوال 1442هـ، في نواكشوط ودفن في قرية أنهكارة بـولاية الترارزة وعبر مختلف أطياف المجتمع، من مسؤولين سامين وإداريين وزملاء وموظفين عاديين وأصدقاء وأقارب وجيران عن حزنهم لرحيل فقيد الإدارة الموريتانية.

## جائزة باسمه
أقام أصدقاء الراحل وزملاءه في العمل الإداري ومجموعة من المؤسسات والجمعيات الإدارية حفلاً تأبينياً يومي 23 و24 أكتوبر 2021 بقصر المؤتمرات في نواكشوط نظمها مجموعة خبراء التسيير القائم على نتائج التنمية ومنظمة موريتانيا آفاق والمدرسة الوطنية للإدارة والصحافة والقضاء، أعلنت فيها فاطمة بنت عبد المالك رئيسة جهة نواكشوط عن جملة إجراءات من أجل تخليد ذكرى الراحل تنظمها منظمة آفاق موريتانيا، منها إنشاء جائزة سنوية باسم واعتماد رقم الهاتف الذي كان يستخدمه رقما أخضر للخدمات الإدارية  وتنظيم يوم تشجيري باسمه لما عرف عنه من اهتمام بسلامة البيئة وإطلاق اسمه على الشارع الممتد غربا من دوار القدس في نواكشوط.